# Gran Premi d'Europa del 1994
El Gran Premi d'Europa de la temporada 1994 va ser disputat al circuit de Xerès el 16 d'octubre del 1994.

## Resultats de la cursa
| Pos | No | Pilot                  | Equip                 | Voltes | Temps/ Retirada  | Pos. de sortida | Punts |
| --- | -- | ---------------------- | --------------------- | ------ | ---------------- | --------------- | ----- |
| 1   | 1  | Michael Schumacher     | Benetton - Renault    | 69     | 1h 40' 27. 3     | 1               | 10    |
| 2   | 0  | Damon Hill             | Williams - Renault    | 69     | + 24.689 s       | 2               | 6     |
| 3   | 7  | Mika Häkkinen          | McLaren - Peugeot     | 69     | + 1' 09.648 min. | 9               | 4     |
| 4   | 15 | Eddie Irvine           | Jordan - Hart         | 69     | + 1' 18.446 min. | 10              | 3     |
| 5   | 28 | Gerhard Berger         | Ferrari               | 68     | + 1 Volta        | 6               | 2     |
| 6   | 30 | Heinz-Harald Frentzen  | Sauber - Mercedes     | 68     | + 1 Volta        | 4               | 1     |
| 7   | 3  | Ukyo Katayama          | Tyrrell - Yamaha      | 68     | + 1 Volta        | 13              |       |
| 8   | 12 | Johnny Herbert         | Lotus - Mugen - Honda | 68     | + 1 Volta        | 7               |       |
| 9   | 26 | Olivier Panis          | Prost - Renault       | 68     | + 1 Volta        | 11              |       |
| 10  | 27 | Jean Alesi             | Ferrari               | 68     | + 1 Volta        | 16              |       |
| 11  | 10 | Gianni Morbidelli      | Footwork - Ford       | 68     | + 1 Volta        | 8               |       |
| 12  | 14 | Rubens Barrichello     | Jordan - Hart         | 68     | + 1 Volta        | 5               |       |
| 13  | 4  | Mark Blundell          | Tyrrell - Yamaha      | 68     | + 1 Volta        | 14              |       |
| 14  | 24 | Michele Alboreto       | Minardi - Ford        | 67     | + 2 Voltes       | 20              |       |
| 15  | 23 | Pierluigi Martini      | Minardi - Ford        | 67     | + 2 Voltes       | 17              |       |
| 16  | 11 | Alessandro Zanardi     | Lotus - Mugen - Honda | 67     | + 2 Voltes       | 21              |       |
| 17  | 9  | Christian Fittipaldi   | Footwork - Ford       | 66     | + 3 Voltes       | 19              |       |
| 18  | 25 | Eric Bernard           | Prost - Renault       | 66     | + 3 Voltes       | 22              |       |
| 19  | 32 | Domenico Schiattarella | Simtek - Ford         | 64     | + 5 Voltes       | 26              |       |
| Ret | 2  | Nigel Mansell          | Williams - Renault    | 47     | Accident         | 3               |       |
| Ret | 31 | David Brabham          | Simtek - Ford         | 42     | Motor            | 25              |       |
| Ret | 29 | Andrea de Cesaris      | Sauber - Mercedes     | 37     | F. Mecànica      | 18              |       |
| Ret | 20 | Eric Comas             | Larrousse - Ford      | 37     | Alternador       | 23              |       |
| Ret | 6  | Jos Verstappen         | Benetton - Ford       | 15     | Accident         | 12              |       |
| Ret | 19 | Hideki Noda            | Jordan - Hart         | 10     | Caixa canvi      | 24              |       |
| Ret | 8  | Martin Brundle         | McLaren - Peugeot     | 8      | Motor            | 15              |       |
| NVC | 34 | Bertrand Gachot        | Pacific - Ilmor       |        |                  |                 |       |
| NVC | 34 | Paul Belmondo          | Pacific - Ilmor       |        |                  |                 |       |

## Altres
- Pole: Michael Schumacher 1' 22. 762
- Volta ràpida: Michael Schumacher 1m 25. 040s (a la volta 17)